# Livo (torrente)
Il Livo è un fiume della Lombardia, che scorre in provincia di Como e attraversa i comuni di Livo, Vercana e di Domaso.

## Idrografia
Da non confondersi col fiume Liro, che scorre nella valle adiacente a sud-ovest, il fiume Livo nasce a circa 1 800 metri di altitudine dal bacino alpino del Lago Darengo, a nord ovest del Lago di Como. Il fiume percorre l'omonima valle e sfocia nel Lago di Como presso Domaso, dopo aver attraversato il territorio comunale dell'ugualmente denominato comune senza però lambirne l'abitato.
Il conoide alluvionale, che forma in prossimità della foce, uniformandosi a quelli formati dall'Albano e dal Liro, forma una area piana fra le più ampie fra quelle sulle rive del Lario occidentale. Questa ha come punti estremi, la frazione di Molo di Vercana (Vercana) a Nord e il territorio di Gravedona a Sud, "allargandosi" per circa 7 km.